# Chrysobothris desmaresti
Chrysobothris desmaresti es una especie de escarabajo del género Chrysobothris, familia Buprestidae. Fue descrita científicamente por Laporte & Gory en 1836.